# Aldrovandia gracilis
Aldrovandia gracilis, conocido también como el alosaurio grácil , es una especie de pez en la familia Halosauridae. Se encuentra en el noroeste del Océano Atlántico y en el Golfo de México. Se alimenta de invertebrados bénticos, que incluyen moluscos bivalvos, anfípodos, misidáceos, poliquetos y ofiuras.